# Mary Josephine Bedford
Mary Josephine Bedford, Ordine di San Sava, (Inghilterra, 1861 – Brisbane, 22 dicembre 1955), è stata una filantropa e attivista inglese naturalizzata australiana, nota per aver curato il benessere della famiglia e lo sviluppo dei bambini grazie al suo coinvolgimento con l'associazione dei parchi giochi e l'associazione degli asili nido e delle scuole materne. È stata insignita dell'Ordine di San Sava per i suoi servizi come autista di ambulanze nella prima guerra mondiale.

## Biografia

### Primi anni
Mary Josephine Bedford è nata nel 1861 in Inghilterra. Durante il suo periodo da studente condivise l'alloggio con Lilian Cooper, che diventò sua amica e la compagna di tutta la vita. Emigrarono insieme a Brisbane nel 1891.

### Filantropia
La Playground Association nel Queensland fu costituita con l'intento pratico di promuovere la creazione di parchi giochi e centri ricreativi per bambini nei distretti poveri e ad alta densità. Anche l'Associazione si adoperò per assumere l'amministrazione dei parchi e fornire supervisori preparati che dirigessero il gioco e, attraverso questo, inculcassero nei bambini i valori del coraggio, dell'onestà e del rispetto. I supervisori dovevano anche prendersi cura delle biblioteche dei parchi giochi, insegnare il lavoro manuale e anche mantenere i contatti con le case dei bambini. L'Associazione era interessata al pieno sviluppo sociale del bambino e vedeva le lezioni apprese durante il gioco come un'aggiunta alle lezioni che i bambini studiavano nelle loro classi.
La Crèche and Kindergarten Association fu costituita nel 1907 con lo scopo di istituire e mantenere asili nido e scuole materne gratuiti per i bambini dei poveri a Brisbane. Come la Playground Association, la Crèche and Kindergarten Association ebbe successo nell'ottenere sponsorizzazioni e finanziamenti del governo locale e del Queensland, nonché finanziamenti da vari fondi fiduciari filantropici nazionali. Si può giustamente affermare che il successo di queste due organizzazioni sia dovuto al lavoro instancabile e strategico di Mary Josephine Bedford.
La Bedford, che è anche ricordata come la compagna di una vita della dottoressa Lilian Violet Cooper, lavorò per alleviare lo stress e la povertà che affliggono gli abitanti delle città. Durante i suoi numerosi viaggi di studio con la Cooper, ricercava metodi e programmi di successo sulla fornitura di benessere familiare in America e in Europa ed è nota per aver frequentato lezioni presso l'Università della California a Berkeley sui parchi ricreativi pubblici intorno al 1911, a soli due anni prima della costituzione della Playground Association. La signora Bedford è stata collegata a molti dei primi sforzi a Brisbane per stabilire il benessere; fu determinante nell'aumentare la portata del Brisbane Children's Hospital nel 1905. Fu coinvolta anche nell'istituzione della filiale del Queensland del Consiglio Nazionale delle Donne nel 1905; lei e la Cooper furono delegate all'International Alliance of Women a Stoccolma nel 1911/1912.

### Prima guerra mondiale
Nel 1916 sia la Bedford che la Cooper prestarono servizio in Serbia durante la prima guerra mondiale con gli Scottish Women's Hospitals for Foreign Service perché l'esercito australiano avrebbe accettato solo donne come infermiere. La Bedford prestò servizio come autista di ambulanze, ricevendo l'Ordine di San Sava di 5ª classe.

### Il dopoguerra
Fu una delle fondatrici dell'Associazione Asilo nido e scuola materna (C&K) e nel 1920 fu eletta al Consiglio Nazionale delle Donne. Rimase una partecipante attiva sia della Crèche and Kindergarten Association che della Playground Association per tutta la vita. È chiaro attraverso una sua lunga lettera scritta, visibile nei file d'archivio di entrambe le organizzazioni, che raggiunsero i loro successi.

### Ultimi anni
Morì il 22 dicembre 1955 ed è sepolta accanto alla sua compagna di vita Lilian Violet Cooper al Cimitero di Toowong, Brisbane, Queensland, Australia.

### Eredità
Per commemorare il suo ruolo nella fornitura di campi da gioco nel Queensland, il 22 marzo 1956 fu piantato un albero commemorativo allo Spring Hill Playground da Lady Lavarck, moglie del tenente generale Sir John Dudley Lavarack, Governatore del Queensland. Nel 1959 il consiglio comunale di Brisbane accettò il suggerimento della Playground and Recreation Association di rinominare il parco, Bedford Playground. Il Bedford Playground è stato aggiunto al Queensland Heritage Register il 9 maggio 1998. Nel 2020 la Biblioteca di Stato del Queensland ha prodotto la serie di podcast "Dangerous Women" che presenta episodi sulla dottoressa Lilian Cooper e di Josephine Bedford e sui loro successi nella vita.

## Persone ed enti collegati
- Elsie Inglis Memorial Maternity Hospital[8]
- Scottish Women's Hospitals for Foreign Service[4]
- Eveline Haverfield
- Elizabeth Ness MacBean Ross
- Leila Paget
- Mabel St Clair Stobart
- Elsie Inglis
- Katherine Harley
- Isabel Emslie Hutton